# Схурхёйс, Рин
Рин Схурхёйс (нидерл. Rien Schuurhuis; род. 12 августа 1982, Гронинген) — нидерландский, а позднее ватиканский шоссейный велогонщик.

## Карьера
Рин Схурхёйс родился в нидерландском городе Гронинген в 1982 году.
Выступал за команду Oliver's Real Food в основном в гонках континентальных туров UCI в Океании и Юго-Восточной Азии, таких как Нью Зиланд Сайкл Классик, Херальд Сан Тур, Тур Флореса, Тур Иджена, Джеладжах Малайзия. Также стартовал на двух гонках в тихоокеанском регионе — Туре Новой Каледонии и Туре Таити.
Дважды принимал участие в чемпионате Нидерландов. В 2016 году не смог финишировать в групповой гонке. А в 2021 году в индивидуальной гонке занял 40-е место среди 48 участников, уступив победителю Тому Дюмулену 5 минут 16 секунд.
В 2022 году благодаря своей жене Кьяре Порро сменил спортивное гражданство с нидерландского на ватиканское. Его жена в сентябре 2020 года была назначена послом Австралии при Святом Престоле, что сделало её и её семью гражданами Ватикана.
В сентябре того же года стал первым велогонщиком, представлявшим Ватикан в чемпионате мира. Он выступил на чемпионате мира 2022 года в австралийском Вуллонгонге, где стартовал в групповой гонке. С самого старта гонки пытался блистать, вырвавшись из основной группы в отрыв, и первым преодолел гору Маунт-Кейра. Примерно через 60 км при пересечении линии финиша сошёл с гонки.

## Достижения
2015
Тур Таити
2017
5-й на Туре Большого Южного Побережья
2019
Тур Таити
4-й в генеральной классификации
2-й и 4-й этапы
2021
40-й на чемпионате Нидерландов — индивидуальная гонка